# Saundra Santiago
Saundra Santiago (ur. 13 kwietnia 1957 w Nowym Jorku) – amerykańska aktorka.

## Filmografia
aktorka
- Policjanci z Miami (Miami Vice, 1984-1989) jako detektyw Gina Navarro Calabrese
- Beat Street (1984) jako Carmen
- Summer Stories: The Mall (1992) jako (segment „Temptations”)
- Wrogie intencje (With Hostile Intent, 1995) jako sierżant Lucille Preston
- Nick and Jane (1997) jako Stephanie
- Hi-Life (1998) jako Elena
- Garmento (2002) jako Franca Fortuna

aktorka gościnnie
- Prawo i porządek (Law & Order, 1990) jako Sandra Alvaro
- Rodzina Soprano (The Sopranos, 1999-2007) jako Jeannie Cusamano